# IC 2552
IC 2552 est une galaxie lenticulaire située dans la constellation de la Machine pneumatique. Sa vitesse par rapport au fond diffus cosmologique est de 3 326 ± 25 km/s, ce qui correspond à une distance de Hubble de 49,1 ± 3,5 Mpc (∼160 millions d'al). IC 2552 a été découverte par l'astronome américain DeLisle Stewart en 1900.
La luminosité de la galaxie IC 2552 dans l'infrarouge lointain (de 40 à 400 µm)  est égale à 3,72 × 1010 {\displaystyle L_{\odot }} (1010,57{\displaystyle L_{\odot }}) et sa luminosité totale dans l'infrarouge (de 8 à 1 000 µm) est de 4,72 × 1010 {\displaystyle L_{\odot }} (1010,63{\displaystyle L_{\odot }}).
À ce jour, trois mesures non basées sur le décalage vers le rouge (redshift) donnent une distance de 38,233 ± 6,298 Mpc (∼125 millions d'al), ce qui est légèrement à l'extérieur des valeurs de la distance de Hubble.

## Groupe de NGC 3223
IC 2552 est un membre de groupe de NGC 3223. Ce groupe de galaxies compte au moins 16 membres dont les galaxies NGC 3223, NGC 3224,NGC 3258, NGC 3268, NGC 3289, IC 2559 et IC 2560. Le groupe de NGC 3223 fait partie de l'amas de la Machine pneumatique (Abell S0636). Les galaxies du catalogue NGC et du catalogue IC de ce groupe sont les galaxies dominantes de l'amas de la Machine pneumatique.